# Marc Sluszny

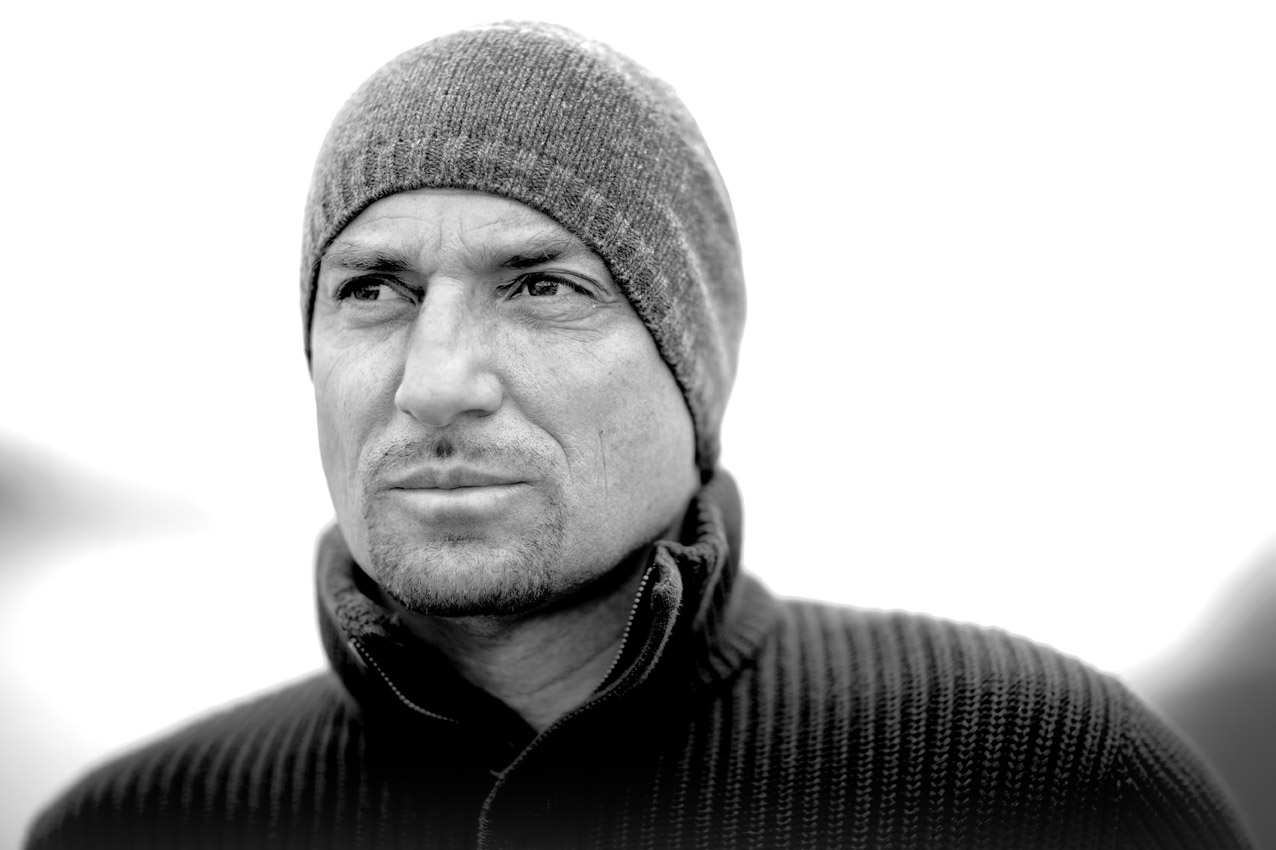
Marc Sluszny

Marc Sluszny (Antwerpen, 1 februari 1962 – Salses-le-Château, 28 juni 2018) was een Belgisch avonturier, sportman, gastspreker, mental coach en auteur. Hij trachtte zijn mentale en fysieke grenzen te verleggen door middel van extreme sporten. Hij behoorde tot het nationale Belgische team in verschillende sportdisciplines en brak meerdere records. In juni 2018 kwam hij niet meer boven na een duik in de grot Font Estramar. Twee maanden later werd zijn lichaam gevonden.

## Biografie
In 1982 maakte Marc Sluszny deel uit van het Nationale Belgische Davis Cup Team tennis. In 1988 zwom hij solo het Kanaal over van Dover tot Cap Blanc-Nez (10h30min). Hij verbrak in 1994 het wereldrecord bungeespringen (6720 m) vanuit een heteluchtballon. In 1995 werd hij Belgisch nationaal kampioen Sky Surfing (parachutespringen) en behaalde hij de 4de plaats op het wereldkampioenschap in Eloy (Arizona). Als lid van de Belgische Himalaya-expeditie beklom hij in 1997 de Annapurna I (8091 m) zonder zuurstof. In 2000 verbrak hij het Belgisch record aerobatics-deltavliegen. In 2002 was hij lid van het Belgisch olympisch schermteam en eindigde 8ste op de wereldkampioenschappen en 12de op de Europese kampioenschappen per ploeg. Als eerste Belg ooit nam hij in 2003 deel aan de Rolex Sidney-Hobart, een oceaanzeilrace. In 2005 deed hij mee aan meerdere 24-uurs-autoracewedstrijden, onder andere Daytona en de Nürburgring. In 2006 vloog hij met een watervliegtuig (Lake Bucanneer) van kust tot kust door de Verenigde Staten. In 2007 brak hij het hoogterecord (11.300 m) in een zweefvliegtuig boven de Andes. In 2008 was hij teamleider van de eerste Belgische duikexpeditie op 120 m diepte naar het wrak van de Britannic, het zusterschip van de Titanic. In 2009 werd hij derde op het wereldkampioenschap powerboatracen (P1). In 2011 was hij piloot van het nationale Belgische bobsleeteam, zowel met de tweemansbob als met de viermansbob, en deed hij mee aan de Europese en wereldkampioenschappen. In datzelfde jaar kwam ook zijn film Sharkwise, van zijn avontuur over het duiken met de witte haai, uit in de Belgische bioscopen. In juni 2012 vestigde hij een nieuw wereldrecord (15'56) in de Vertical Run-discipline door langs de gevel van het Belgacomgebouw in Brussel naar beneden te rennen. In 2013 dook Sluszny naar een diepte van 168 meter (open circuit) in de Blue Hole te Dahab (Egypte). Ten slotte dook hij in juli 2016, samen met een Amerikaanse expeditie, naar het wrak van de SS Andrea Doria.
Op 28 juni 2018 raakte hij vermist na een diepzeeduik in de grot Font Estramar in de buurt van het Franse Salses-le-Château. Op 1 juli dat jaar werd de zoekactie stopgezet, zonder dat het lichaam van de Antwerpenaar werd gevonden. Bij de zoektocht kwam een duiker om het leven.

### Thrillers
- 2004: Code zwart (Van Loock & Sluszny)
- 2005: De witte salamander (Van Loock & Sluszny)
- 2006: En garde (Van Loock & Sluszny)
- 2007: De bende (Van Loock & Sluszny)
- 2009: Amulet (Van Loock & Sluszny)
- 2011: Het mysterie van de Britannic (Van Loock & Sluszny)

## Film
- SHARKWISE is een biografische documentaire over de avonturen van Marc Sluszny, die zonder bescherming van een kooi met de witte haaien duikt. Lieven Debrauwer is de regisseur. De verteller van de film is Martin Sheen.

## Prijzen
- 2004 - nominatie Hercule Poirotprijs, voor Code zwart[11]
- 2005 - nominatie Diamanten Kogel, voor De witte salamander[12]
- 2011 - special juryprize for world cinema documentary Van Goghprijs, met SHARKWISE[13]
- 2011 - gepresenteerd op Cannes Independent Film Festival, met SHARKWISE